# بانیپال شومون
بانیپال شومون (زادهٔ ٣٠ آذر ۱۳۵۷) بازیگر ایرانی است. او مدرک مهندسی عمران دارد و فارغ‌التحصیل مدرسه سینما و تئاتر تهران است. شومون کارش را از سال ۱۳۹۱ آغاز کرد و در کنار بازیگری، در موسیقی نیز فعالیت دارد و عضو گروه کر ارکستر فیلارمونیک تهران است.

## زندگی‌نامه
بانیپال شومون ٣٠ آذر ۱۳۵۷ در تهران به دنیا آمد. او تبار آشوری دارد. بانیپال شومون مدرک مهندسی عمران دارد. او در سال ۱۳۷۶ در حوزه تئاتر دانشجویی فعالیت داشت. او پس از دانشگاه وارد کار ساختمان‌سازی شد اما بعدها تصمیم گرفت بازیگری را ادامه دهد و در مؤسسه کارنامه و آموزش‌های بازیگری ثبت نام کرد.
بانیپال شومون، فعالیت حرفه‌ای خود را با انیمیشن سینمایی آخرین داستان به کارگردانی و نویسندگی اشکان رهگذر آغاز کرد. او در این انیمیشن، صداپیشگی نقش «روزبه» را به عهده داشت و تجربهٔ حضور در کنار ستارگانی چون پرویز پرستویی، حامد بهداد و لیلا حاتمی را کسب کرد. انیمیشن سینمایی آخرین داستان با برداشتی آزاد از شاهنامه به روایت قصه ضحاک ماردوش، فریدون و کاوه آهنگر می‌پردازد. بانیپال شومون بعد از صداپیشگی در این انیمیشن، در فصل اول سریال نمایش خانگی شهرزاد به کارگردانی حسن فتحی در نقش رئیس گروه چپگرایی که آذر گل‌دره‌ای در آن عضویت داشت، برای نخستین بار بازی کرد. سال ۱۳۹۶، یک سال پرکار برای بانیپال شومون بود. او در ۴ فیلم سینمایی خجالت نکش ساخته رضا مقصودی، جاده قدیم به کارگردانی منیژه حکمت، تنگه ابوقریب به کارگردانی بهرام توکلی، لس آنجلس-تهران به کارگردانی تینا پاکروان، دو فیلم کوتاه تاریکی و اینترنت نامحدود و دو تئاتر تنهایی پرهیاهو به کارگردانی امیر کاوه آهنین جان و لاسارو به کارگردانی مسعود رایگان بازی کرد. در این سال دو فیلم خجالت نکش و تنگه ابوقریب با بازی او در سی و ششمین جشنواره فیلم فجر اکران شدند.
بانیپال شومون لوح تقدیر ویژه برای بهترین بازیگر را برای بازی در نمایش خانه وا ده در دوازدهمین جشن بازیگر (سال ۱۳۹۳) از طرف انجمن بازیگران خانه تئاتر دریافت کرد. از تئاترهایی که او به عنوان بازیگر در آن‌ها حضور داشته‌است می‌توان به دخترک شب طولانی، شعبده و طلسم، حریم ولایت، مسخ و سوءتفاهم، شماره ۹۱۹۱۳، کسی در خانه نیست، ایرلند نباید جای بدی هم باشه و بیضایی به نویسندگی و کارگردانی محمد مساوات اشاره کرد. بانیپال شومون عضو ارکستر کُر فیلارمونیک ایران و عضو ارکستر فیلارمونیک آشوریان تهران به رهبری اِمیل مٓلِک است. او در اُپرای مانا و مانی اثر حسین دهلوی به رهبری علی‌رضا شفقی‌نژاد و کارگردانی محمد عاقبتی در تالار وحدت سال ۱۳۹۱ اجرا داشته‌است.
شومون نامزد کسب بهترین بازیگر نقش اول مرد در جشنواره تئاتر فجر در سال ۱۳۹۸ بوده‌است.

## فیلم‌شناسی

### سینما
| سال  | عنوان                                   | نقش | توضیح    | منبع        |
| ---- | --------------------------------------- | --- | -------- | ----------- |
| ۱۴۰۳ | بت                                      |     |          |             |
| ۱۴۰۱ | گل‌های باوارده (پالایشگاه)               |     |          |             |
| ۱۳۹۹ | علت مرگ: نامعلوم                        |     |          |             |
| ۱۳۹۷ | موج اف ام، ردیف ۴۸                      |     |          |             |
| ۱۳۹۷ | شبی که ماه کامل شد                      |     |          | [ ۴ ]       |
| ۱۳۹۷ | غلامرضا تختی                            |     |          | [ ۵ ]       |
| ۱۳۹۷ | پالتو شتری                              |     |          |             |
| ۱۳۹۶ | تنگه ابوقریب                            |     |          |             |
| ۱۳۹۶ | جاده قدیم                               |     |          |             |
| ۱۳۹۶ | خجالت نکش                               |     |          |             |
| ۱۳۹۶ | لس آنجلس تهران                          |     |          |             |
| ۱۳۹۶ | پیلوت                                   |     |          |             |
| ۱۳۹۵ | گلدان و درخت بلوط                       |     |          |             |
| ۱۳۹۵ | ایستگاه اتمسفر                          |     |          |             |
| ۱۳۹۴ | خانواده فرشچی (Les pieds dans le tapis) |     |          |             |
| ۱۳۹۰ | آخرین داستان                            |     | صداپیشگی | [ ۶ ] [ ۷ ] |

### مجموعه تلویزیونی
| سال  | عنوان         | نقش | توضیح | منبع |
| ---- | ------------- | --- | ----- | ---- |
| ۱۳۹۲ | نوشدارو       |     |       |      |
| ۱۳۹۳ | پازل          |     |       |      |
| ۱۳۹۹ | آن دختر یهودی |     |       |      |
| ۱۴۰۰ | نوار زرد ۲    |     |       |      |

### نمایش خانگی
| سال  | عنوان   | نقش | توضیح | منبع  |
| ---- | ------- | --- | ----- | ----- |
| ۱۳۹۴ | شهرزاد  |     |       |       |
| ۱۳۹۸ | کرگدن   |     |       | [ ۸ ] |
| ۱۴۰۰ | خاتون   |     |       |       |
| ۱۴۰۱ | درمانگر |     |       |       |

### فیلم کوتاه
| سال  | عنوان           | نقش | توضیح | منبع  |
| ---- | --------------- | --- | ----- | ----- |
| ۱۳۹۵ | محاق            |     |       |       |
| ۱۳۹۵ | استون           |     |       |       |
| ۱۳۹۶ | اینترنت نامحدود |     |       |       |
| ۱۳۹۶ | تاریکی          |     |       |       |
| ۱۳۹۷ | تأخیر           |     |       | [ ۹ ] |
| ۱۳۹۹ | حصر             |     |       |       |
| ۱۳۹۹ | جعبه            |     |       |       |
| ۱۴۰۰ | ساعت بازدید     |     |       |       |

## دوبله
- آخرین داستان
- بد گایز دوبله شده در استودیو آواژه

## تئاتر
- کنسرت نمایش نبرد رستم و سهراب، نویسنده: متین ایزدی، کارگردان: حسین پارسایی، سال ۱۴۰۳، استادیوم تنیس مجموعه ورزشی انقلاب[۱۰]
- کنسرت نمایش هفت خان اسفندیار، نویسنده: محمدرضا کوهستانی، کارگردان: حسین پارسایی، سال ۱۴۰۲، تالار وحدت
- نمایشنامه خوانی مغول، نویسنده و کارگردان: علی زرنگار، سال ۱۴۰۱، خانه هنر مولیان
- نمایش هیوشیما (صداپیشه)، نویسنده و کارگردان: مصطفی فراهانی، سال ۱۴۰۱، تالار مولوی
- نمایش ته بلیت (صداپیشه)، نویسنده: علیرضا حمیدین، امیر پناهی فر، کارگردان: علیرضا حمیدین، سال ۱۳۹۸، تماشاخانه ملک
- نمایش فرانکشتاین، نویسنده و کارگردان:ایمان افشاریان، سال ۱۳۹۸، سالن اصلی تئاتر شهر[۱۱][۱۲]
- نمایش وقتی خروس غلط می‌خواند، نویسنده و کارگردان:علی شمس، سال ۱۳۹۷، سالن سمندریان[۱۳]
- نمایش رئال مادرید ۱۱ بارسلونا ۱، نویسنده و کارگردان:سید مهدی شجاعی، سال ۱۳۹۶، پردیس تئاتر شهرزاد[۱۴]
- نمایش لاسارو، نویسنده: ملچیور شدلر، کارگردان:مسعود رایگان، سال ۱۳۹۶، سالن سمندریان[۱۵]
- نمایش تنهایی پرهیاهو، نویسنده: حسین پاکدل، کارگردان:امیر کاوه آهنین جان، سال ۱۳۹۶، سالن سمندریان[۱۶]
- نمایش عروسی خون، نویسنده: فدریکو گارسیا لورکا، کارگردان:محمد ولیزادگان، سال ۱۳۹۶، تماشاخانه پالیز-سالن ۲[۱۷]
- کنسرت نمایش سی، نویسنده: نغمه ثمینی، کارگردان: علی اصغر دشتی، سال ۱۳۹۶، کاخ سعدآباد
- نمایش تفنگ میرزا رضا، نویسنده: محمد طلوعی، کارگردان:محمد اشکان فر، سال ۱۳۹۵، تالار مولوی[۱۸]
- نمایش آشپزخانه، نویسنده: آرنولد وسکر، کارگردان:محمد حسن معجونی، سال ۱۳۹۵، تماشاخانه پالیز-سالن دو[۱۹]
- نمایش برگرد مرا ببین، نویسنده: رولان بارت، کارگردانان:شیرین فرشباف، نسیم ریاضی، سعید بهنام خانیکی، سال ۱۳۹۵، خانه گفتمان شهر و معماری[۲۰]
- نمایش بیضایی، نویسنده و کارگردان:سید محمد مساوات، سال ۱۳۹۴، تماشاخانه سنگلج[۲۱]
- نمایش خانه. وا. ده، نویسنده و کارگردان:سید محمد مساوات، سال ۱۳۹۳، سالن سمندریان[۲۲]

## پادکست
- داستان شب، اجرا: محمدامین چیت گران، مهمان نوروزی: بانیپال شومون، نوروز ۱۳۹۹
- داستان شب، اجرا: محمدامین چیت گران، مهمان نوروزی: بانیپال شومون، نوروز ۱۳۹۸
- داستان شب، اجرا: محمدامین چیت گران، مهمان نوروزی: بانیپال شومون، نوروز ۱۳۹۷